# Jean-Louis Missika
Pour les articles homonymes, voir Missika.
Jean-Louis Missika, né le 6 mars 1951 à Alger, est un homme politique français.
Il a été membre du Conseil de Paris et adjoint (apparenté au groupe PS) au maire de Paris chargé de l'urbanisme, de l'architecture, des projets du Grand Paris, du développement économique et de l'attractivité.

## Biographie

### Famille
Issu d'une famille juive algérienne, il arrive à Paris à l'âge de 2 ans. Il habite successivement dans plusieurs arrondissements de la capitale.

### Formation
Il est diplômé de l'Institut d'études politiques de Paris, ainsi que de l'université Panthéon-Sorbonne en sciences économiques et philosophie (licence).

### Parcours professionnel
Jean-Louis Missika commence sa carrière en devenant en 1979 conseiller de Maurice Ulrich et Pierre Desgraupes, présidents-directeurs généraux successifs d'Antenne 2. Il occupe ce poste jusqu'en 1984.
Entre 1985 et 1986, il rejoint l'Institut national de l'audiovisuel comme directeur de recherche au département de la recherche prospective.
À partir de 1986, il devient rédacteur en chef de la revue MédiasPouvoirs.
En 1988, il occupe le poste de chef du Service d'information et de diffusion du Premier ministre Michel Rocard, fonction qu'il exercera jusqu'à la démission de celui-ci en 1991.
Il intègre ensuite la direction générale du Groupe de la Cité (1991-1993) puis de la Sofres, comme directeur général adjoint et directeur des activités médias (1993-1995). À partir de 1995 et durant trois ans, il dirige BVA, avant de créer sa société de consultant médias, JLM Conseil, filiale d'Altedia, et de devenir conseiller de Bertrand Delanoë.
Administrateur d'Iliad depuis 2004, il est nommé vice-président de la société en janvier 2007, En 2007, Xavier Niel, dont il est un ami, le nomme vice-président chargé de « faire connaître la stratégie du groupe auprès des élus et des collectivités territoriales », une activité de lobbying auprès des personnalités politiques. 
Il est aussi membre du comité d’investissement en capital risque d’Axa Private Equity (désormais Ardian). Il démissionne de ces deux fonctions en avril 2008, après son élection comme conseiller de Paris, afin d'éviter un possible conflit d'intérêts.
Jusqu'en mars 2013, il est chroniqueur sur Médias, le mag sur la chaîne France 5.

### Carrière professorale
Il enseigne en parallèle de son parcours professionnel, depuis 1984, la sociologie des médias à l'Institut d'études politiques de Paris dans le cadre du DEA d'études politiques et a publié plusieurs essais sur le sujet, plus particulièrement sur la place de la télévision dans la société.
Il réalise, avec Dominique Wolton, une série d'entretiens avec des figures telles que Raymond Aron ou le cardinal Lustiger.
Durant la campagne présidentielle de 2007, il publie un livre avec Denis Bertrand et Alexandre Dézé sur les mutations et les effets de la rhétorique politique des candidats à la présidentielle.
Sa nomination comme professeur au Conservatoire national des arts et métiers (Cnam) est annulée par le Conseil d'État, le 4 octobre 2012, car jugée illégale, « les listes de candidats établies par ces deux autorités ne contenaient chacune qu'un seul nom », celui de M. Missika, le Cnam et l'Institut de France ayant chacun l'obligation de composer une liste comportant entre deux et trois noms . Il est à nouveau nommé professeur au Cnam en 2013, nomination annulée une seconde fois par le Conseil d'Etat pour non-respect de la procédure de recrutement.
Après avoir quitté ses fonctions politiques aux côtés d' Anne Hidalgo, il devient conseiller de puissants opérateurs immobiliers actifs dans la capitale, comme Novaxia et Gecina. Cette activité suscite des soupçons de conflits d'intérêts, ce qui amène Danielle Simonnet à saisir la commission de déontologie de la Ville de Paris. Il démissionne dans la foulée de la présidence du comité d’orientation et de prospective (COP) de Gecina, fonction pour laquelle il a été rémunéré 30 000 euros entre avril et novembre 2021. Le parquet national financier ouvre une enquête en décembre 2021.

### Carrière politique

#### Avec Bertrand Delanoë
Jusqu'alors analyste des stratégies politiques et de la relation aux médias, Jean-Louis Missika s'engage dans l'action politique en 2008. Candidat « d'ouverture » pour Bertrand Delanoë, il est élu conseiller de Paris et conseiller d'arrondissement du 12e arrondissement de Paris aux élections municipales de mars 2008, puis élu adjoint au maire de Paris, chargé de l'innovation, de la recherche et des universités durant le même mois.
À ce titre, il est membre de droit des conseils d'administration de l'ESPCI ParisTech et de l'École des ingénieurs de la ville de Paris, à la présidence desquels il a été élu (il est président du conseil d'administration de l'ESPCI ParisTech jusqu'en 2014).
Jean-Louis Missika est également membre nommé aux conseils d'administration de la fondation Pierre-Gilles de Gennes pour la recherche, de l'Institut Curie, de Chimie ParisTech, de Télécom ParisTech, de l'École des Ingénieurs de la Ville de Paris, de MINES ParisTech, d'AgroParisTech, de l'université Pierre-et-Marie-Curie, des universités Paris Diderot et Paris-Sorbonne, de Cap Digital et de l'Assistance publique - Hôpitaux de Paris, et membre élu aux conseils d'administration de Paris Développement et du pôle de compétitivité mondial Medicen Paris Région. Enfin, il est invité permanent du Conseil scientifique de Paris.

#### Avec Anne Hidalgo
Jean-Louis Missika est codirecteur de la campagne d'Anne Hidalgo avec Rémi Féraud, en vue de l'élection municipale de 2014 à Paris. Il figure sur la liste socialiste du 12e arrondissement.
À la suite de l'élection de celle-ci, il est nommé, le 5 avril 2014 adjoint au maire chargé de l'urbanisme, de l'architecture, des projets du Grand Paris, du développement économique et de l'attractivité.
En février 2017, il officialise son soutien à Emmanuel Macron pour l'élection présidentielle. D'après La Lettre A, il « incarne l'aile pro-business et start-up du PS ».
Il quitte ses fonctions d'adjoint à la maire de Paris en juillet 2020.

## Affaires judiciaires

### 2024: Condamnation pour conflit d'intérêts
Le 2 avril 2024, il est condamné par le tribunal correctionnel de Paris à 90 000 euros d’amende et deux ans d’inéligibilité pour avoir rejoint deux groupes privés immobiliers, en 2020 et 2021, à l'issue de son mandat d'adjoint à la maire de Paris, créant un conflit d’intérêts,.

## Ouvrages
Essayiste, il a rédigé plusieurs livres sur les médias et la politique.
- Les Dégâts du progrès. Les travailleurs face au changement technique, Le Seuil, 1977
- Les Réseaux pensants. Télécommunication et société, Masson, 1978
- Informatisation et emploi : menace ou mutation, 1981
- Raymond Aron, le spectateur engagé, Julliard, 1981
- La Folle du logis. La télévision dans les sociétés démocratiques, avec Dominique Wolton, Gallimard, 1983
- Le Choix de Dieu. Entretiens avec Jean-Louis Missika et Dominique Wolton par Jean-Marie Lustiger, Éditions de Fallois, 1987
- « Médias (influence des) » avec N. Haudegand in Dictionnaire des questions politiques.
- « La république des médias » Pouvoirs n°68,1994
- Les Entreprises publiques de télévision et les Missions de service public, rapport de mission pour le ministre de la Culture et de la Communication (1997)
- 60 enjeux de la France contemporaine, L'Atelier, 2000
- L’Économie du câble en France, étude pour l’ART, 2003
- La Fin de la télévision, Seuil, 2006
- Parler pour gagner, sémiotique des discours de la campagne présidentielle de 2007, avec Denis Bertrand et Alexandre Dézé, Presses de Sciences Po, 2007.
- Le Business de la haine : Internet, la démocratie et les réseaux sociaux, avec Henri Verdier, Calmann-Lévy, Paris, 2022.